# Frank Hotaling
Frank Hotaling (* 4. April 1900 als John Francis Hotaling in New York, Vereinigte Staaten; † 13. April 1977 in Woodland Hills) war ein US-amerikanischer Filmarchitekt und Westernspezialist.

## Leben
John Francis ‘Frank’ Hotaling hatte zunächst als Zeichner gearbeitet und war im Jahre 1923 als Kleindarsteller zum Kino gestoßen. In der Folgezeit trat er auch als Double für einige Stars vor die Kamera, darunter Clark Gable in Goldfieber (Call of the Wild, 1935). Anschließend arbeitete er als Zeichner in diversen Ausstattungsabteilungen.
Im Kriegsjahr 1944 nahm er seine Tätigkeit als Designer für Filmkulissen auf. Das Western-Genre wurde Hotalings bevorzugtes Arbeitsgebiet. Neben einer Fülle von B-Filmen stattete John Hotaling auch einige Top-Inszenierungen John Fords aus. Für seine Leistung zu Der Sieger, einem der wenigen Nicht-Western in Fords und Hotalings Karriere, erhielt der Szenenbildner eine Oscar-Nominierung.

## Filmografie (Auswahl)
- 1944: My Buddy
- 1944: Firebrands of Arizona
- 1945: Santa Fé Saddlemates
- 1945: Scotland Yard Investigator
- 1945: The Tiger Woman
- 1946: Home in Oklahoma
- 1946: The Magnificent Rogue
- 1947: The Trespasser
- 1947: Hyänen der Prärie (Wyoming)
- 1947: Under Colorado Skies
- 1948: Night Time in Nevada
- 1948: Grand Canyon Trail
- 1948: Timber Trail
- 1949: Ich erschoß Jesse James (I Shot Jesse James)
- 1949: Flaming Fury
- 1949: Down Dakota Way
- 1949: Pioneer Marshal
- 1950: Sunset in the West
- 1950: Rio Grande
- 1951: In Old Amarillo
- 1951: South of Caliente
- 1951: Havana Rose
- 1951: Honeychile
- 1952: Der Sieger
- 1952: Thundering Caravans
- 1952: Feuertaufe Invasion (Thunderbirds)
- 1952: Der Löwe von Arizona (Toughest Man in Arizona)
- 1953: Wem die Sonne lacht (The Sun Shines Bright)
- 1953: Red River Shore
- 1953: Geraldine
- 1954: Unternehmen Pelikan (The Eternal Sea)
- 1954: Carolina Cannonball
- 1955: Der schwarze Falke
- 1956: Teufel im Nacken (Monkey on My Back)
- 1957: Zähl bis drei und bete
- 1958: Der letzte Befehl (The Horse Soldiers)
- 1959: Tombstone Territory (TV-Serie)
- 1959/60: Bat Masterson (TV-Serie)
- 1961: Die siegreichen Drei